# Dos rombos
Dos rombos fue un programa de televisión producido por El Terrat para la primera cadena de TVE. Su presentadora era Lorena Berdún. Estuvo en antena desde el verano de 2004  y hasta el verano de 2005.

## Contenido
Se dedicaba a la divulgación sexual. 
Fue el segundo programa de esta temática en TVE desde el ya lejano Hablemos de sexo, dirigido por Narciso Ibáñez Serrador y presentado por Elena Ochoa.

## Título del programa
Hace referencia al Código de regulación de contenidos por rombos: cuando TVE era la única emisora de televisión en España, los dos rombos eran el símbolo que indicaban que el contenido que se iba a mostrar no era adecuado para menores de 18 años.